# Friedrich Heinrich Bidder

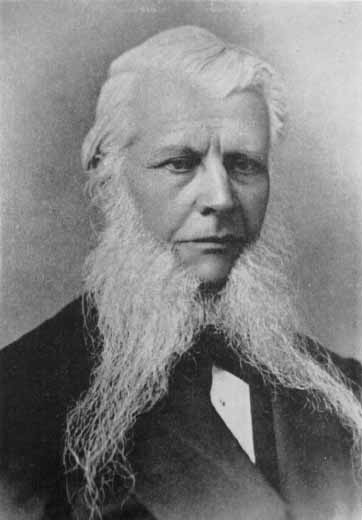
Friedrich Heinrich Bidder

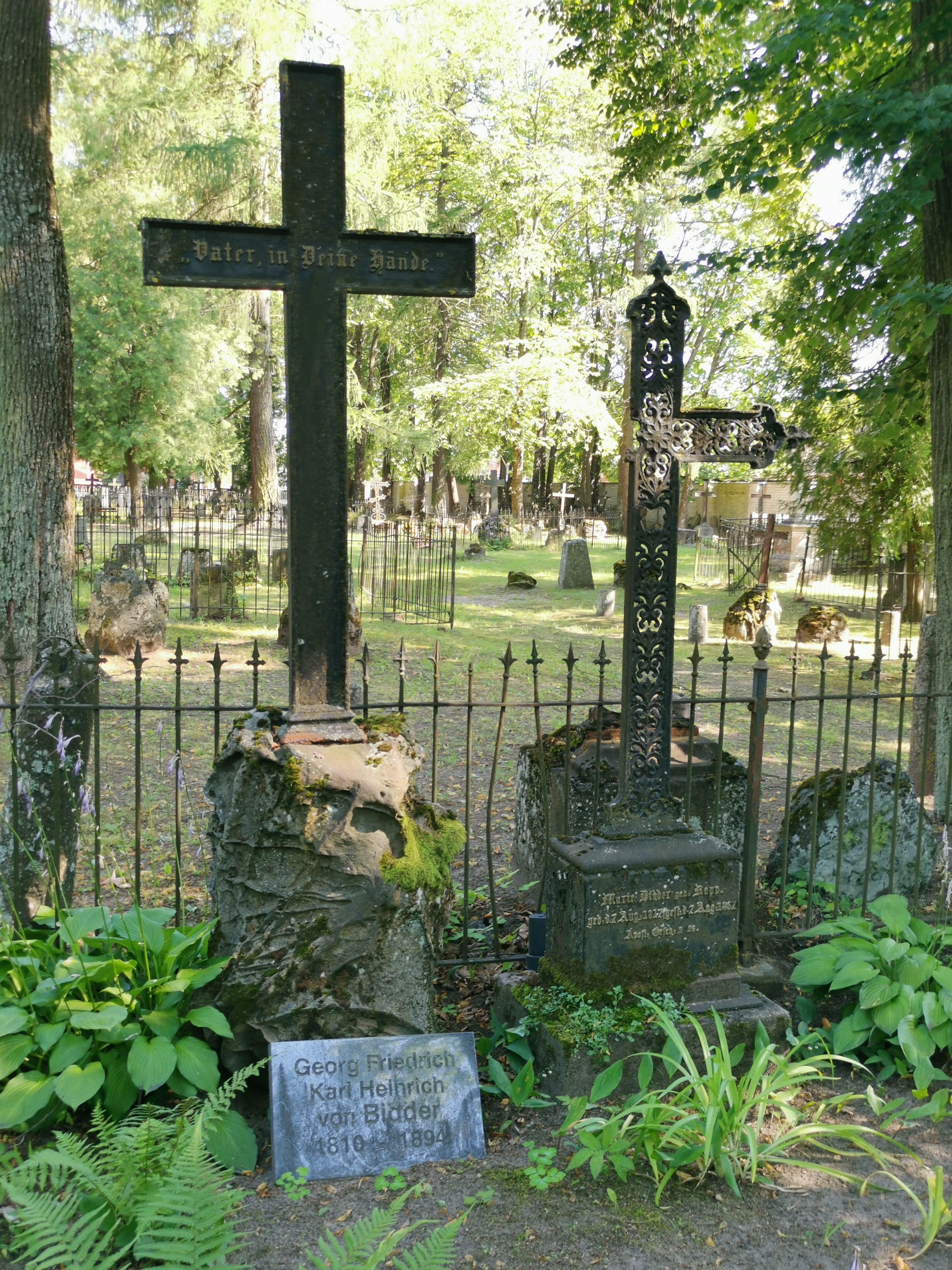
Grab auf dem Friedhof Tartu (Raadi kalmistu)

Georg Friedrich Karl Heinrich Bidder (* 28. Oktoberjul. / 9. November 1810greg. auf dem Gut Laudohn, Gouvernement Livland; † 15. Augustjul. / 27. August 1894greg. in Dorpat, Gouvernement Livland) war ein deutschbaltischer Pathologe und Physiologe.

## Familie
Friedrich Heinrich Bidder wurde als Sohn des Gutsverwalters Ernst Christian Bidder und dessen Ehefrau Amalie Jacobine Bidder, geborene Strohkirch, geboren. Bidder heiratete im Juni 1837 Maria Rapp.
Seine Söhne waren die Mediziner Friedrich Ernst Bidder (1839–1902) und der in Berlin wirkende Alfred Bidder (1844–1905).

## Leben
Von 1821 bis 1824 besuchte er die renommierte Privatschule des väterlichen Bruders Karl Johann Bidder (1777–1824) in der livländischen Hauptstadt Riga, dann von 1824 bis 1827 das Gymnasium in der kurländischen Hauptstadt Mitau.
Bidder studierte ab 1828 Medizin an der Kaiserlichen Universität Dorpat, wurde Mitglied der Corporation Curonia und erlangte 1834 seinen Doktortitel. Anschließend ging er als Stipendiat der russischen Regierung für anderthalb Jahre nach Deutschland, wo er sich in Berlin, Halle und Leipzig weiterbildete.
Nach seiner Rückkehr nach Dorpat wurde er außerordentlicher Professor der Anatomie und Prosektor. 1842 wurde er ordentlicher Professor der Anatomie. Im folgenden Jahr wechselte er auf den Lehrstuhl der Physiologie, wo Ernst von Bergmann zu seinen Schülern gehörte. Von 1858 bis 1865 war Bidder Rektor der Kaiserlichen Universität zu Dorpat. 1869 ging er in den Ruhestand.
1877 wurde er Präsident der Dorpater Naturforscher-Gesellschaft.

## Wissenschaftliche Leistungen
1842 zeigte er mit seiner Untersuchung Die Selbständigkeit des sympathischen Nervensystems durch anatomische Untersuchungen nachgewiesen, dass Protein-Moleküle, wenn sie im Körper nicht mehr gebraucht werden, in Harnstoff zerfallen.
1852 veröffentlichte er mit Carl Ernst Heinrich Schmidt Die Verdauungssäfte und der Stoffwechsel. Eine physiologisch-chemische Untersuchung.
Mit Alfred Wilhelm Volkmann erforschte er den Sympathikus und ab 1855 mit Karl Wilhelm von Kupffer das Rückenmark.
Er war Entdecker des Bidderschen Organs. Die Erkenntnisse Claude Bernards  zur Bauchspeicheldrüse stellte er in Frage.

## Ehrungen
1856 wurde er zum Mitglied der Deutschen Akademie der Naturforscher Leopoldina gewählt.
Ab 1857 war er korrespondierendes Mitglied der Petersburger Akademie der Wissenschaften.
1879 erhielt er als erster die Baer-Medaille. 1860 wurde er zum korrespondierenden Mitglied der Göttinger Akademie der Wissenschaften gewählt.
1884 wurde Bidder zum Ehrenmitglied der russischen Akademie der Wissenschaften und beratenden Mitglied des Medizinalrats in Sankt Petersburg ernannt.

## Schriften
- Neurologische Beobachtungen. C. A. Kluge, Dorpat 1836 (Archive)
- mit Alfred Wilhelm Volkmann: Die Selbständigkeit des sympathischen Nervensystems durch anatomische Untersuchungen nachgewiesen. Breitkopf & Härtel, Leipzig 1842 (Google Books)
- mit Alfred Wilhelm Volkmann: Zur Lehre von dem Verhältniß der Ganglienkörper zu den Nervenfasern. Breitkopf & Härtel, Leipzig 1847 (Google Books)
- Vergleichend-anatomische und histologische Untersuchungen über die männlichen Geschlechts- und Harnwerkzeuge der nackten Amphibien. E. J. Karow, Dorpat 1846 (Archive)
- mit Carl Ernst Heinrich Schmidt: Die Verdauungssaefte und der Stoffwechsel: eine physiologische-chemische Untersuchung. G. A. Reyher, Mitau und Leipzig 1852 (Archive)